# トニー・ゴンザレス (アメリカンフットボール)
トニー・ゴンザレス（Anthony "Tony" David Gonzalez, 1976年2月27日 - ）は、カリフォルニア州トーランス出身の元プロアメリカンフットボール選手。NFLのカンザスシティ・チーフスなどで活躍した。プロボウルに14回選出されているリーグを代表するタイトエンドであった。レシービングタイトエンドの第一人者であり、タイトエンドとしては初のキャリア15,000ヤードレシーブを達成。通算1,325レシーブ、15,127ヤード、111タッチダウンはいずれもタイトエンドのNFL記録。

## 経歴

### プロ入りまで
シングルマザーである母親の手で育った。ハンティントンビーチ高校ではアメリカンフットボール、バスケットボール、野球をしていた。高校3年次に62回のパスキャッチ、945ヤード、13タッチダウンの成績を残しタイトエンド、ラインバッカーとしてオールアメリカンに選ばれた。またバスケットボールでは平均26得点をあげてオレンジ郡及びサンセットリーグのMVPに選ばれた。高校3年の時にはオレンジ郡の年間最優秀高校生アスリートの座をタイガー・ウッズと分け合った。
その後カリフォルニア大学バークレー校に進学し、アメリカンフットボールとバスケットボールを行った。アメリカンフットボールチームの当時のヘッドコーチはスティーブ・マリウッチ（後にサンフランシスコ・フォーティナイナーズヘッドコーチ）であった。大学3年次に92パスキャッチ、982ヤード、23タッチダウンというNCAAディビジョンIのタイトエンドとしては史上最高レベルの成績を残してPAC10及びオールアメリカンに選ばれている。バスケットボールでは大学3年次に28試合に出場し、1試合平均で6.8得点、5.4リバウンドの成績を残しNCAAトーナメントのベスト16に入るチームの活躍に貢献した。彼は4年次に進級せずにNFLドラフトにアーリーエントリーすることを決断した。

### プロ入り後

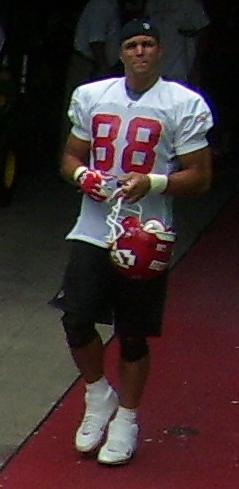
2008年のミニキャンプ時のゴンザレス

1997年のNFLドラフトで彼はその年のタイトエンドとして逸材であると認識されており、トップ15までには指名されることが予想されていた。彼を獲得しようとしていたカンザスシティ・チーフスはドラフトで18番目の指名権しか持っていなかったためヒューストン・オイラーズとのトレードによって全体13番目の指名権を獲得し彼を指名し獲得した。
1年目の1997年は33回のキャッチで2タッチダウンをあげると共にスペシャルチームとして出場した際にパントブロックを決めた。この年チームはAFCベストの成績をあげた。1998年には59回のキャッチで621ヤードを獲得、2タッチダウン、1999年には76回のキャッチで849ヤードを獲得、自己ベストの11タッチダウンをあげて初のプロボウルに選ばれた。2000年から2006年までの間、彼は平均79回のキャッチで968ヤードを獲得、6.5タッチダウンをあげて毎年プロボウルにも選出された。特に2004年にはタイトエンドとしてのNFL記録（当時）となる102回のキャッチで1,258ヤードを獲得し7タッチダウンをあげた。2006年にはオーティス・テイラーが持っていたレシーブヤード、TDレシーブのチーフス記録を塗り替え、プリースト・ホームズが持っていたスクリメージラインからの獲得ヤード記録を更新した。
2007年も低迷したチーフスのオフェンスの中で唯一輝きを見せてタイトエンドとしてのレシーブ獲得ヤードでシャノン・シャープを抜いてオジー・ニューサムに次ぐ歴代2位となった。12月23日の試合で自身3回目となるシーズン1000ヤード以上獲得を達成、ケレン・ウィンスロー、トッド・クリステンセン、シャノン・シャープに並ぶNFLタイ記録を達成、12月30日の試合でシャノン・シャープが持つタイトエンドとしての通算レシーブ回数記録を更新した。
2008年にはチームのQBとして3人が先発するような事態となったが、第4週にはシャノン・シャープの持っていたタイトエンドとしての通算レシーブヤード記録を塗り替える10,064ヤードの記録を達成、この年も96回のキャッチで1,058ヤードを獲得し10回目のプロボウルに選ばれた。シーズン中の10月にキャリア残り少なくなった自分をスーパーボウルを狙えるチームにトレードするようチームに訴えた。
2009年にドラフト2巡指名権とのトレードでアトランタ・ファルコンズに移籍した。マイアミ・ドルフィンズ戦ではマット・ライアンからのパスを受けてNFL史上21人目となる11,000ヤードを達成した。
2010年9月12日の開幕戦で史上7人目、TEとしてはNFL初の1,000レシーブを達成した。この年は656ヤードに終わり、1998年以来の低成績で終えた。ディビジョナルプレーオフでチームがグリーンベイ・パッカーズに21-48で敗れた後、引退の可能性を示唆する発言を行った。その後現役続行を表明していたが、4月に、労使交渉が不調に終わってシーズンが開催されない場合は引退することを再度示唆した。
2011年10月23日のデトロイト・ライオンズ戦でレシーブ回数を通算1104回に伸ばし、ジェリー・ライスに次ぐNFL歴代2位となった。
2011年シーズンにはこれまでピート・メッツェラーズが持っていたタイトエンドとしてのNFL最多出場試合数を更新した。シーズン終了後の2012年1月1日、1年700万ドルで契約を結んだ。
2012年、カンザスシティ・チーフスとの開幕戦で、チーフス退団以来初めてアローヘッド・スタジアムでプレー、TDをあげた後のセレブレーションで、ゴールポストにダンクシュートをしている。第10週のニューオーリンズ・セインツ戦でタイトエンドとしては、初の100TDレシーブを達成した。2013年1月13日のシアトル・シーホークス戦では、残り31秒で27-28と逆転されたところからの攻撃で、19ヤードのパスをキャッチ、マット・ブライアントの49ヤードのFGにつなげ、自身初のプレーオフ勝利を味わったが、サンフランシスコ・フォーティナイナーズとのNFCチャンピオンシップゲームでチームは敗れて、スーパーボウル出場はならなかった。
2013年シーズン終了後に現役を引退した。

## 保持記録

### カンザスシティ・チーフス記録
- 通算レシーブ数 916回
- 通算レシーブヤード 10,940ヤード
- 通算レシーブタッチダウン 76回
- 通算獲得ヤード 10,954ヤード
- 連続パスキャッチ試合数 130試合

### NFL記録
- タイトエンドとしての通算レシーブ獲得ヤード 15,127ヤード
- タイトエンドとしての通算レシーブ回数 1,325回
- タイトエンドとしての通算レシーブタッチダウン 111回
- タイトエンドとしての1000ヤード以上獲得シーズン 4シーズン

## 人物
多彩なルートランニングによるレシーブ能力に加えて、ブロッカーとしても活躍。
2001年にニュースレポーターのローレン・サンチェスとの間に息子をもうけた。また2007年に別の女性と結婚し娘が1人いる。2008年アメリカ合衆国大統領選挙ではバラク・オバマを支持した。彼によるとこれが初めての政治活動であるという。